# 工人新村街道
工人新村街道，是中华人民共和国河北省张家口桥西区下辖的一个乡镇级行政单位。

## 行政区划
工人新村街道下辖以下地区：
北新村社区、南新村社区、新村南路社区和印台沟社区。